# Мідеплавильний завод в Уельві

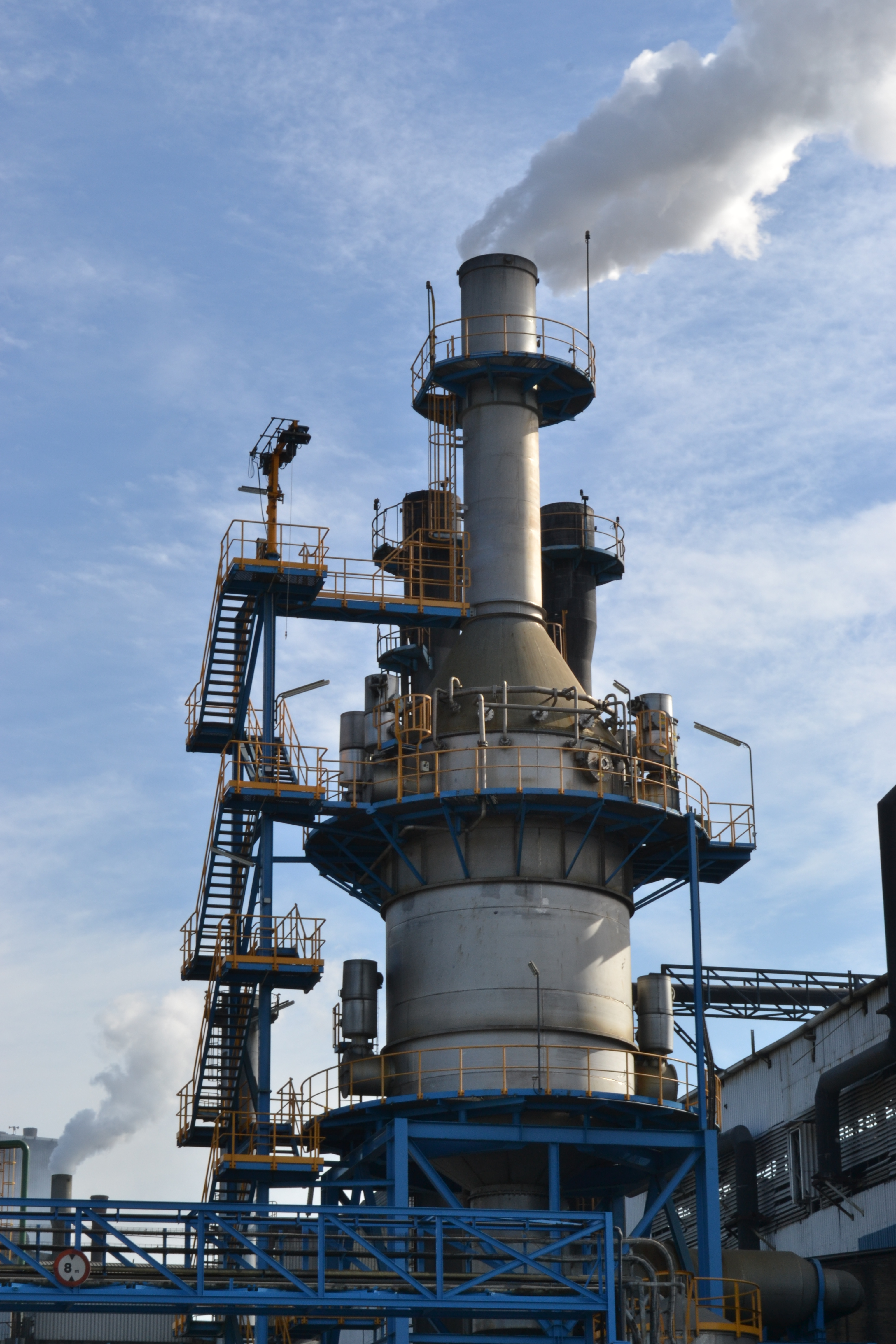
Технологічна установка на майданчику заводу

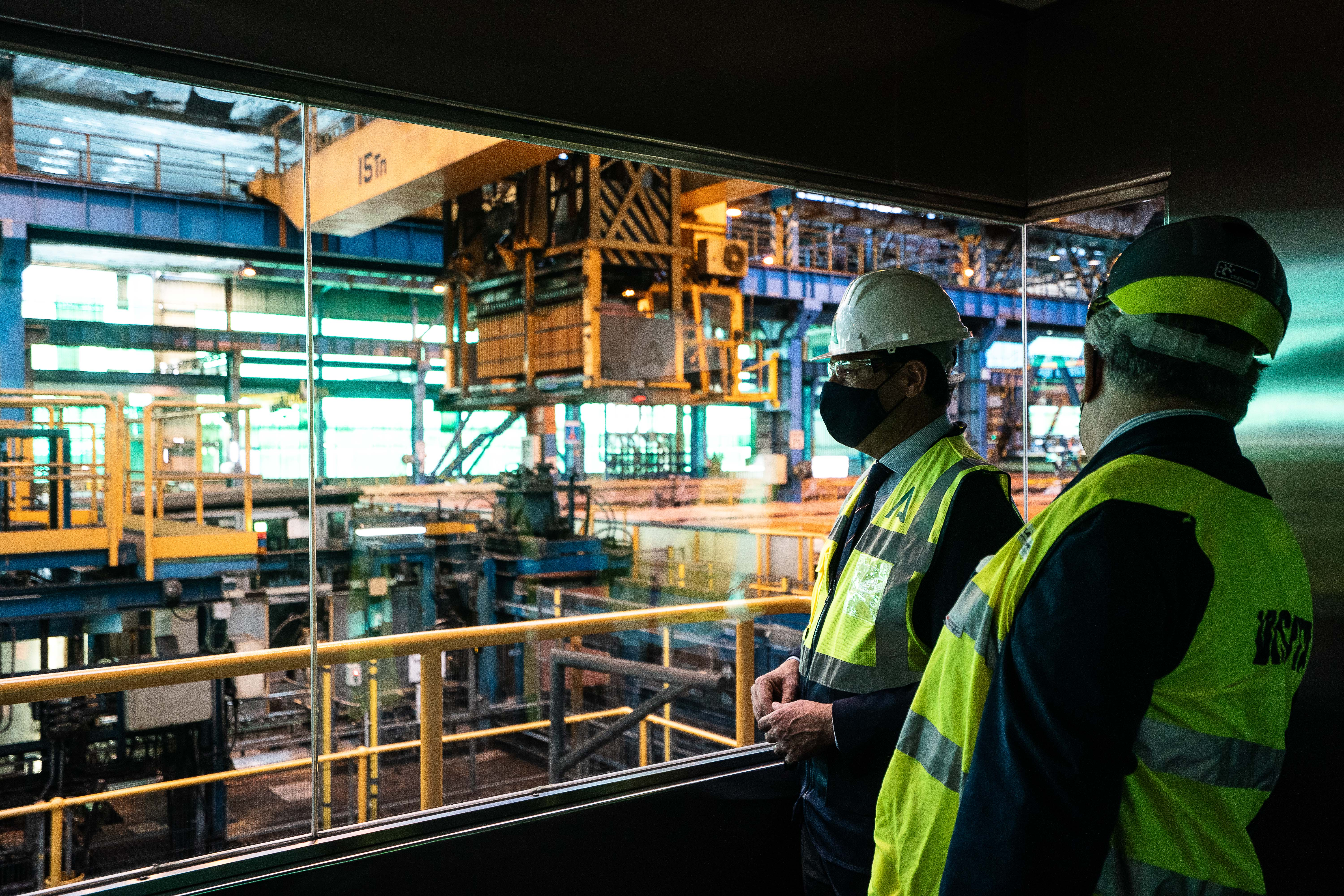
Один з цехів заводу

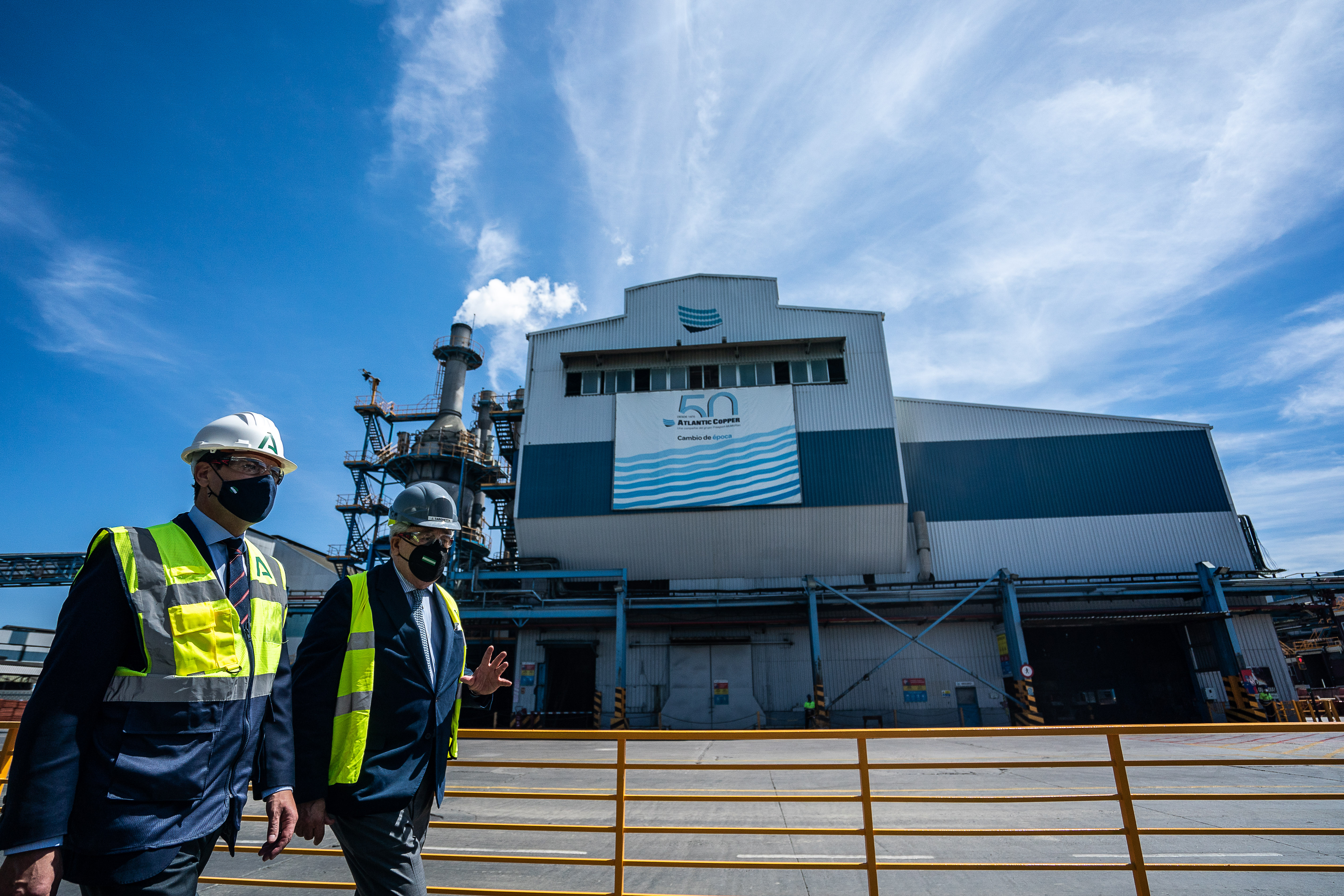
Одна зі споруд виробничого майданчику Atlantic Copper

Мідеплавильний завод в Уельві — потужний виробничий майданчик на півдні Іспанії.
Ще з XIX століття в провінції Уельва в районі копалень Ріо-Тінто діяли мідеплавильні виробництва, найбільшим з яких став завод у Ная-Зарандас. Нарешті, в 1960-х за урядової підтримки узялись за спорудження на околицях міста Уельва потужного центру хімічної промисловості («полюсу»), куди, зокрема, вирішили перевести мідеплавильне виробництво з Ріо-Тінто. Завершення перебазування обладнання з Ная-Зарандас та запуск його в роботу припали на 1970 рік.
Первісно мідеплавильним майданчиком опікувалась компанія Explosivos Rio Tinto (ERT), що виникла в тому ж 1970-му внаслідок злиття гірничодобувної Compañía Española de Minas de Río Tinto, що опікувалась комплексом Ріо-Тінто, та хімічної Unión Española de Explosivos (вела походження від заснованого Альфредом Нобелем заводу вибухівки у Більбао). Далі майданчик потрапив під контроль дочірньої структури ERT — створеної в 1978-му компанії Río Tinto Minera (RTM, первісно 75 % у ERT та 25 % у британської Rio Tinto-Zinc, яка невдовзі збільшила свою частку до 49 %). На тлі кризи в іспанській гірничодобувній промисловості RTM в 1993-му придбала американська корпорація Freeport-McMoRan, що відокремила мідеплавильний завод в Уельві від рудників і передала його дочірній структурі Río Tinto Metal, яку вже 1996-го перейменували на Atlantic Copper.
Новий власник інвестував великі кошти у подовоєння потужності заводу, що нині може переробляти 1 млн тон мідного концентрату на рік та випускати 285 тисяч тонн рафінованої міді.
Невід'ємною частиною технології мідеплавильного виробництва є нейтралізація шкідливих газів, які утворюються при плавці сульфідних руд. Як наслідок, майданчик в Уельві є великим продуцентом сульфатної кислоти. Вже на момент запуску в 1970-му він міг виробляти 584 тисяч тонн цього продукту на рік, а станом на середину 2000-х цей показник зріс до 1,35 млн тонн.